# 麦氏巧樱蛤
麦氏巧樱蛤（学名：Apolymetis meyeri），是帘蛤目樱蛤科巧蛤属的一种。主要分布于中国大陆，常栖息在潮间带。